# Ceresium lineigerum
Ceresium lineigerum är en skalbaggsart som beskrevs av Francis Polkinghorne Pascoe 1888. Ceresium lineigerum ingår i släktet Ceresium och familjen långhorningar. Inga underarter finns listade i Catalogue of Life.